# Dyktatura proletariatu
Dyktatura proletariatu – w doktrynie marksistowskiej forma sprawowania władzy, na etapie następującym bezpośrednio po rewolucji proletariackiej.

## Myśl marksistowska
W pracy Walki klasowe we Francji, 1848–1850 Karol Marks po raz pierwszy zastosował termin „dyktatura proletariatu”.
Karol Marks posługując się terminem „dyktatura” miał na myśli przejęcie środków produkcji, jak i instytucji państwowych przez reprezentantów klasy robotniczej, którzy zastąpią dawnych reprezentantów klas posiadających (obalenie „dyktatury burżuazji”). Wobec nieuniknionego oporu burżuazji przemiana ta miała być dokonana przemocą i z udziałem terroru. Stan dyktatury proletariatu miał być przejściowy, a po jego zaprowadzeniu wszystkie klasy miały być zniesione (co w rzeczywistości nigdy nie nastąpiło).
Za przykład dyktatury proletariatu Marks stawiał Komunę Paryską. Podkreślał stały kontakt jej rządu z masami oraz realizowanie ich oczekiwań, a z drugiej strony całkowitą obieralność i odwoływalność jej funkcjonariuszy, kolegialność organów władzy oraz szczególne zainteresowanie przejmowaniem kontroli nad zakładami pracy przez pracowników. Także Engels, pytany o dokładne znaczenie terminu „dyktatura proletariatu” wskazywał, że najlepiej można go zrozumieć, studiując dzieje Komuny (co dotyczyło także konieczności stosowania terroru).
Równocześnie jednak Marks widział w terrorze metodę „oczyszczenia” społeczeństwa. W emocjonalnym komentarzu do stłumienia powstania wiedeńskiego w listopadzie 1848 roku pisał:

Jest tylko jedna droga, która może skrócić, uprościć i zintensyfikować przedśmiertne drgawki starego społeczeństwa i skurcze porodowe nowego – tą drogą jest rewolucyjny terror

Jak zauważył Edward Radzinski, myśl ta zaintrygowała Stalina do tego stopnia, że w swoim egzemplarzu książki Karla Kautsky’ego dodał on przy cytacie z Marksa adnotację, zauważając, że „terror jest najszybszą drogą do nowego społeczeństwa”.

## Leninizm
Włodzimierz Lenin kategorycznie odrzucał reformistyczne interpretacje marksizmu, zwłaszcza te postulujące możliwość powstania państwa socjalistycznego bez gwałtownej rewolucji. W pracy Państwo a rewolucja (1917) analizował szczegółowo pisma Marksa i Engelsa, odrzucając wszelkie socjaldemokratyczne wykładnie, które mogłyby sugerować co innego. Lenin zarzucał im „fałszowanie marksizmu” i „oportunizm” i podkreślał, że pisma Engelsa są „istnym panegirykiem na rzecz brutalnej rewolucji” (pojęcie „brutalna rewolucja” pojawia się w tym rozdziale 11 razy).

Konieczność systematycznego wpajania masom tego, i tylko tego, poglądu na brutalną rewolucję leży u korzeni całej teorii Marksa i Engelsa. Zdrada ich teorii przez przeważające obecnie trendy socjal-szowinistyczne i kautskistowskie wyraża się uderzająco w tym, że ignorują one konieczność prowadzenia takiej propagandy i agitacji. Zastąpienie państwa burżuazyjnego przez państwo proletariackie jest niemożliwe bez gwałtownej rewolucji. Natomiast porzucenie państwa proletariackiego, czyli państwa w ogóle, jest z kolei niemożliwe inaczej jak przez proces „stopniowego przemijania”

Zastanawiając się nad formą ustroju państwowego, jaka mogłaby po rewolucji zastąpić w Rosji carat, Włodzimierz Lenin doszukiwał się analogii między obieralnymi organami władzy czasów Komuny Paryskiej a radami robotniczymi, jakie powstawały w Rosji w czasie rewolucji 1905. Według Lenina nowy system władzy miał być oparty na systemie rad robotniczych, żołnierskich i chłopskich, zaś gospodarka miała znajdować się pod kontrolą pracowniczą. Równocześnie Lenin uznał aparat bezpieczeństwa za kluczowy dla dokonywania w Rosji dalszych społecznych przemian. Wkrótce po rewolucji październikowej przywrócił karę śmierci i powołał WCzK, która pod kierownictwem Feliksa Dzierżyńskiego rozpoczęła zwalczanie opozycji politycznej i uruchomiła sieć obozów koncentracyjnych.

Rewolucyjna dyktatura proletariatu to zasada zdobyta i utrzymywana przemocą przez proletariat, wbrew burżuazji; zasada, której nie ograniczają żadne prawa

Zasadę tę wyraził również Nikołaj Bucharin w Programie RKP(b) (poprzedniczki KPZR):

Proletariacki przymus we wszystkich formach, poczynając od rozstrzelania, jest metodą kształtowania człowieka komunistycznego z materiału ludzkiego epoki kapitalistycznej

Z kolei dla Trockiego, „militaryzacja pracy” i „przymus pracy” były naturalnymi metodami, jakie państwo proletariackie musi przedsięwziąć w stosunku do mas, które mają naturalną skłonność do lenistwa. Terror jest uzasadnionym środkiem, mającym wyrwać masy z wyuczonego konserwatyzmu i jest usprawiedliwiony przez cel, jakim jest socjalistyczna równość w przyszłości.
Narzędzami realizacji dyktatury proletariatu w ZSRR i państwach satelickich (jak PRL) były cała administracja państwowa, organy ścigania oraz wymiar sprawiedliwości. Za burżuazyjne i sprzeczne z zasadami państwa socjalistycznego uznawano pojęcie „interesu indywidualnego” (jednostkowego), nad który przedkładano interes społeczny (kolektywny). Wszystkie wymienione instytucje stały na straży tego ostatniego, działając jako aktywny uczestnik walki klas. Konsekwencją takiego podejścia były liczne procesy pokazowe i mordy sądowe.
W 1949 publicyści francuskiej gazety „Esprit” komentując proces pokazowy przeciwko kardynałowi Mindszentyemu i jego współpracownikom zauważyli:

Oto nowy dowód, że sprawiedliwość polityczna w krajach komunistycznych nie zadowala się częścią człowieka, ale chce – i to za jego zgodą – zagarnąć w całości. Potrzebuje w tym celu całkowicie skompromitowanych oskarżonych, winnych zbrodni zarówno politycznych, jak i pospolitych, dlatego Esterhazy zostaje oskarżony o zboczenia seksualne, a Mindszenty dodatkowo o handlowanie walutą

Kolejne fale masowych represji przetaczały się przez ZSRR w latach 1918–1921, 1928–1931, 1934–1935, 1937–1938, 1943–1946, 1948–1953, największe nasilenie osiągając w latach 30., w okresie władzy Stalina.

### Krytyka
Koncepcje Lenina dotyczące dyktatury proletariatu podlegały mocnej krytyce ze strony Karla Kautskiego. Wskazywał on na to, że według bolszewików można było dziedziczyć klasowość, krytykował także podobieństwa konstytucji radzieckiej do konstytucji Prus z 1848 roku. Kolejną krytyką była krytyka ze strony Róży Luksemburg. Według niej państwo radzieckie przypominało odwrócone państwo kapitalistyczne – czyli narzędzie ucisku burżuazji.

## Marksizm-leninizm
Klasycy marksizmu-leninizmu nigdy nie traktowali dyktatury proletariatu jako celu samego w sobie i uważali ją tylko za niezbędny środek do tego, aby zdławić opór obalonych klas i zapewnić budowę socjalizmu. Dojście klasy robotniczej do władzy jest tylko początkiem rewolucji socjalistycznej, bo w jej wyniku klasy wyzyskujące – kapitaliści i obszarnicy – choć pozbawione władzy politycznej, nie znikają jeszcze z areny walki klasowej. Od chwili przewrotu zaczyna się okres przejściowy od kapitalizmu do socjalizmu. Jest to okres, w którym następują rewolucyjne przekształcenia społeczeństwa kapitalistycznego w socjalistyczne. Narzędziem tego przekształcenia – jak uczy marksizm-leninizm w przeciwieństwie do różnego rodzaju rewizjonistów i reformistów – jest rewolucyjna dyktatura proletariatu. Państwo dyktatury proletariatu – to władza klasy robotniczej, która ustawiona zostaje w wyniku rewolucji socjalistycznej i ma na celu zbudowanie socjalizmu, przejście do budownictwa komunizmu . Ustawia się ją na cały okres przechodzenia od kapitalizmu do socjalizmu. Jest ona zjawiskiem historycznie przejściowym, środkiem osiągnięcia określonych celów – zdławienia oporu obalonych ciemięzców i zbudowania socjalizmu. Dlatego z chwilą całkowitego i ostatecznego zwycięstwa socjalizmu w ZSRR i wkroczenia kraju w okres budownictwa komunizmu dyktatura proletariatu z punktu widzenia zadań wewnętrznych przestała być konieczna. W związku z likwidacją klas eksploatatorskich w sposób naturalny obumarła funkcja dławienia ich oporu.

### Różnorodność form dyktatury proletariatu
W zależności od warunków historycznych, formy dyktatury proletariatu mogą być różne. Praktyka ruchu rewolucyjnego wysunęła takie formy władzy klasy robotniczej, jak Komuna Paryska, Rady, demokracja ludowa.

#### Komuna Paryska
Pierwszą w historii formą dyktatury proletariatu była Komuna Paryska, rewolucyjny rząd klasy robotniczej, stworzony przez robotników paryskich. Pomimo jej krótkotrwałości, zaznaczyły się w niej liczne ogólne cechy organizacji władzy klasy robotniczej. Uogólniając jej doświadczenie, Karol Marks sformułował wniosek, że Komuna była odkrytą wreszcie „formą polityczną, w której mogło się dokonać wyzwolenie ekonomiczne pracy”.

#### Rady
Rewolucyjna Rosja stworzyła inną formę dyktatury proletariatu – władzę Rad, które po raz pierwszy zrodziły się w Imperium Rosyjskim w latach 1905–1907 jako wynik rewolucyjnej twórczości mas i znacznie się rozwinęły w okresie po Rewolucji październikowej. Lenin ujmował Komunę Paryską i Rady jako formy tego samego typu. Cecha szczególna Rad polega na tym, że otwarcie występowały one jako organizacje klasowe. Bierne i czynne prawo wyborcze do Rad przysługiwało tylko robotnikom i chłopom oraz związanym z nimi warstwom inteligencji pracującej. W Radach miliony ludzi pracy przechodziły praktyczną szkołę pracy państwowej.

#### Demokracja ludowa
Nową formą dyktatury proletariatu stała się demokracja ludowa, która po II wojnie światowej przyjęła się w niektórych krajach centralnej i południowo-wschodniej Europy. Demokracja ludowa powstała w warunkach odmiennego układu sił klasowych niż rady w Rosji, dlatego też ma szereg specyficznych cech, w odróżnieniu od formy radzieckiej. Demokracja ludowa jako forma władzy państwowej w większości krajów związana jest z wielopartyjnością, z oparciem się na Froncie Ludowym będącym organizacją społeczno-polityczną o charakterze masowym, jednoczącą w swych szeregach różne stowarzyszenia demokratyczne, a kierowaną przez partię marksistowsko-leninowską.

### Cechy ogólne form dyktatury proletariatu
Przy ich całej różnorodności, wszystkie formy dyktatury proletariatu są względem siebie izomorficzne w najbardziej istotnych cechach. Klasowa istota politycznej władzy klasy robotniczej jest jedna: wprowadzenie w życie ogólnych prawidłowości przejścia społeczeństwa od kapitalizmu do socjalizmu.

## Praktyka
W ZSRR termin dyktatura proletariatu oznaczał w praktyce przyzwolenie na stosowanie terroru, który zaczął służyć umocnieniu władzy partii, a następnie jednostek, a nie jakimkolwiek interesom społecznym. Schemat ten powtarzały w ślad za ZSRR jego państwa satelickie skupione w bloku wschodnim. Faktem stała się prawdziwa dyktatura, polegająca na nieograniczonej władzy wąskiej grupy, która nie miała wiele wspólnego z oddaniem władzy w ręce klasy robotniczej. W 1936 roku zasada ta została utrwalona w Konstytucji ZSRR w postaci zapisu o „przewodniej roli partii” (KPZR), zaś władze państw bloku wschodniego utwierdzały, że ich interpretacja marksizmu jest właściwa i potwierdzona koniecznością historyczną.
Podczas podróży do ZSRR w 1920 roku Bertrand Russell dokonał następującej obserwacji na temat praktycznej implementacji dyktatury proletariatu:

Przyjaciele Rosji [w Wielkiej Brytanii] myślą o dyktaturze proletariatu jako o jakieś nowej formie władzy przedstawicielskiej, w której tylko mężczyźni i kobiety pracujące będą mieć prawo głosu, a podział na okręgi wyborcze jest podziałem zawodowym, a nie geograficznym. Sądzą, że „proletariat” znaczy „proletariat”, ale „dyktatura” niezupełnie oznacza „dyktaturę”. Jest dokładnie odwrotnie. Kiedy rosyjski komunista mówi o dyktaturze, myśli o niej dosłownie. Ale gdy mówi o proletariacie, używa tego słowa w sensie pickwickowskim